# A Crash Bandicoot sorozat szereplői
A Crash Bandicoot egy platformer videójáték sorozat, melyet az Activision bocsát forgalomba. A sorozatot eredetileg a Naughty Dog fejlesztette 1996-tól 1999-ig, majd a Traveller's Tales, Eurocom és Vicarious Visions 2000 és 2004 között. A széria rengeteg különböző karaktert foglal magában, akiket több művész alkotott, de a legjelentősebb Charles Zembillas és Joe Pearson.
A sorozat középpontjában egy mutálódott bandikut, név szerint Crash Bandicoot és alkotója, Doctor Neo Cortex közötti konfliktus áll. Crash a játék főszereplője, de néha más karakterekhez is hozzáfér a játékos, köztük Crash kishúgához, Coco Bandicoothoz is. A sorozatban található rengeteg karakter közül (számban meghaladja a hatvanat) csak néhányan kaptak visszatérő szerepet.

## Főszereplők

### Jók

#### Crash Bandicoot
A sorozat főszereplője, egy sávos bandikut.

#### Aku Aku
Aku Aku egy fából faragott mágikus maszk, aki feladata, hogy megvédje Crash-set.

#### Coco Bandicoot
Crash húga. 

### Rosszak

#### Tiny Tiger
Tiny Tiger a Crash Bandicoot széria egyik szereplője, megalkotója a Naughty Dog (1997).
Tiny Tiger az őrült tudós, Dr. Neo Cortex egyik mutánsa, nagyon izmos és erős. Fajtáját nehéz lenne besorolni, a neve a tigrisre utal, de csíkjai mégsincsenek hiszen ő egy tasmán tigris, azaz erszényes farkas. Ezért is olyan kutyaszerű a feje. Tiny a Crash Bandicoot 2: Cortex Strikes Back egyik ellenségeként tűnt fel először, valamint szerepelt a Crash Bandicoot 3: Warped-ban is. A CTR-ben (Crash Team Racing) játszható karakter.
A Crash Bash-ben szintén szerepet kapott, ám mivel a gonoszok túlerőben voltak, ő és Dingodile átkerült a jó oldalra.
A Wrath of Cortex-ben csak egy jelenetben szerepel, de a Crash Nitro Kart-ban újra játszható karakter lett. A Crash Twinsanity-ben szintén csak egy jelenetben szerepel.
A Game Boy-os játékok közül a Huge Adventure-ben szerepel, ott ő az egyik főellenség, de szerepel még a CB. Purple-ben, ahol szintén az egyik főellenség.

#### Dingodile
Dingodile a Crash Bandicoot játékok kitalált szereplője. A Crash Bandicoot 3 Warped-ban szerepel először. Dingodile Dr. Neo Cortex-nek az egyik (valószínűleg az első jól sikerült) mutánsa, egy dingóból és egy krokodilból rakta össze, és ha ez még nem lenne elég, adott neki egy lángszórót is, amit készséggel használ.
Szerepei
Crash Bandicoot 3 Warped: A második főellenség, gonoszságát bizonyítja, hogy szabadidejében ártatlan pingvinekre vadászik. Nem túl nehéz legyőzni, de azért oda kell figyelni.
Crash Team Racing: Játszható karakter.
Crash Bash: Tiny Tiger-rel a túlerő miatt a jó oldalon harcol. Persze itt is játszható karakter.
Crash Bandicoot 4 :The Wrath of Cortex: Csak egy jelenet erejéig.
Crash Bandicoot: The Huge Adventure: Az első főellenség.
Crash Nitro Kart: Felszabadítható karakter a Single Player módban.
Crash Twinsanity: Az elején szerepel egy jelenetben Ripper Roo-val. Aztán a hatalmas hógolyó lerombolja a házát és Crash meg Cortex nyomába ered. A Boiler Room Doom pályán már meg is kell küzdeni vele.

## Visszatérő szereplők

### Polar
Egy jegemedvebocs, aki Crash Bandicoot háziállata. A Crash Bandicoot 2: Cortex Strikes Back-ben megengedi Crash-nek, hogy a hátán lovagolva szelje át a havas utakat, így később a háziállata lett. Bár beszélni nem tud, sokkal jobban emlékeztethet egy kutyára, mintsem egy jegesmedvére, ugyanis ugatással, morgással és ebekre jellemző testbeszéddel közli szándékait mások fele. A Crash Bandicoot 3: Warped bevezetőjében is feltűnik, valamint játszható karakterként szerepel a Crash Team Racing, Crash Nitro Kart, Crash Bandicoot Nitro Kart 3D és Crash Bandicoot Nitro Kart 2 játékokban.

### Pura
Egy kistigris, aki Coco Bandicoot háziállata. A kínai nagy falon találkoztak a Crash Bandicoot 3: Warped-ben, és azóta is elválaszthatatlan barátok. Hasonlóan Polar-hoz, ő sem egy tigrisként, hanem egy macskaként viselkedik, gyakran nyávog és dorombol. Nagyon szelíd. Játszható karakterként szerepel a "Crash Team Racing", "Crash Nitro Kart", "Crash Boom Bang!" és a "Crash Bandicoot Nitro Kart 2" játékokban.

### Komodo testvérek
A Komodo testvérek kitalált szereplők, a Crash Bandicoot széria atyja, a Naughty Dog találta ki. A Komodo testvérek a Crash Bandicoot 2: Cortex Strikes Back részben debütáltak.
A Komodo testvérek Dr. Neo Cortex elrontott mutánsai. Nem mások, mint két szamuráj, komodói varánusz. A Komodo testvérek csak a PS1 Crash videójátékaiban vettek részt, azóta el lettek felejtve. (a Wrath of Cortexben és a Twinsanityben csak képeket láthatunk róluk)
Komodo Joe a két testvér közül a fiatalabbik. Sokkal soványabb, mint a testvére, Moe, valamint nem is annyira erős. Azonban igen gyors és ravasz. Komodo Joe szerepel a második részben, valamint helyet kapott a Crash Team Racingben (a harmadik ellenfél, akit le kell győzni) és a Crash Bashben.
Komodo Moe igen ostoba és kövér. Testvérénél azonban erősebb, így a páros öklét ő adja. Az ő tárgyalási eszköze inkább az ököl, semmint a beszéd. Komodo Moe szerepelt a második részben és a Crash Bashben. Testvérével ellentétben a CTR-ben ő nem kapott helyet.

### Nitrous Oxide
Nitrous Oxide vagy röviden N. Oxide a Crash Bandicoot széria egyik szereplője.
Oxide egy idegen világ szülöttje, rendkívül intelligens. Négy lábbal rendelkezik, nyúlott fejének hátsó része az agy méretétől adódóan megdagadt.
N. Oxide meglehetősen rossz szándékú, elsőként a Crash Team Racing videójátékban tűnik fel, ahol Crash és Cortex bandáit kihívja egy autóversenyre. Oxide meglehetősen kemény feltételeket szab: ha Crashék veszítenek, a Föld megsemmisül.
N. Oxide még két Crash játékban szerepel a Crash Team Racingen kívül. A Crash Bashban szintén ő a főellenfél, igaz, már sokkal jelentéktelenebb formában. Ezenkívül feltűnik még a Crash Nitro Kart-ban is, ott azonban már nem ő a főellenség, csak egy egyszerű versenyző.

### Papu Papu
Az N. Sanity sziget bennszülött törzsének törzsfőnöke. A közhiedelemmel ellentétben nem áll kapcsolatban Dr. Neo Cortex-szel, csak a saját dolgát végzi, mikor megtámadja Crash-set. Játszható karakter a Crash Team Racingben.
Szerepei
Crash Bandicoot: A legelső főellenség, ennél fogva nagyon egyszerű is. A bunkós(koponya) végű botjával próbál kicsinálni, de ha sikerül háromszor a fejére ugrani menten kiterül.
Crash Team Racing: Adventure módban szintén főellenség, csakhogy a második. Fegyvere: azok a kis zöld lombikok amiktől megpördülünk, néha a továbbfejlesztett változata, a piros, amitől megpördülünk, lelassulunk, csúszkálunk és a kis fekete felhőtől sem látunk semmit. Ha megszerezzük a zöld gyémántot, akkor elérhető karakter lesz Single Player módban is.
Crash Bash: Itt is az első főellenség.
Crash Twinsanity: Itt csak egy mellékszereplő. Elfogja Cortex-et és a falujába viszi. Miután Crash kiszabadítja Cortex-et, Papu ráuszítja a bennszülötteit Crash-re.